# Åsane
Åsane is het noordelijkst gelegen stadsdeel van Bergen, de tweede stad van Noorwegen. Het heeft 38.487 inwoners (2008) op een oppervlakte van 71,07 km².
Åsane is een voormalige gemeente. Het werd op 1 januari 1904 afgesplitst van Hamre als aparte gemeente. Op 1 juli 1914 werd een deel van de overgebleven gemeente Hamre, met 622 inwoners, bij Åsane ingedeeld. Op 1 januari 1972 werd Åsane samengevoegd met Bergen, Arna, Fana en Laksevåg en werd het een stadsdeel van Bergen.
De E16 en E39 lopen door het stadsdeel.

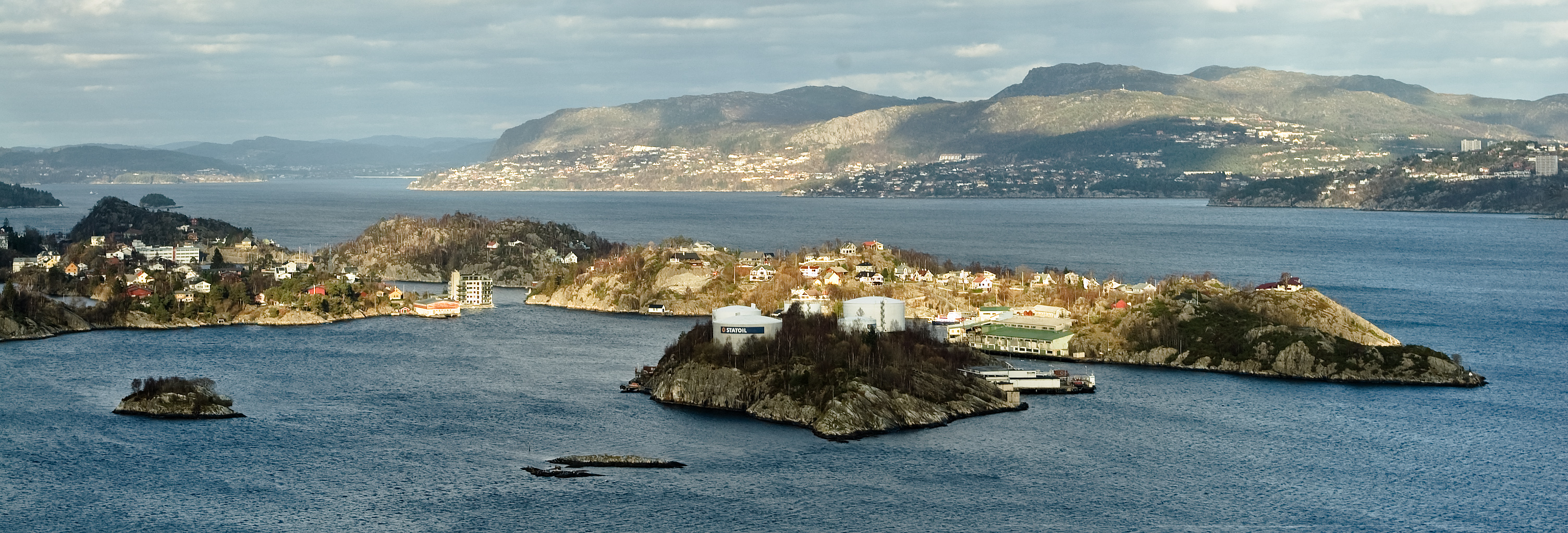
Åsane (achtergrond) met enkele eilandjes van Askøy op de voorgrond